# Arbelaezaster ellsworthii
Arbelaezaster es un género monotípico de plantas herbáceas perteneciente a la familia de las asteráceas. Su única especie: Arbelaezaster ellsworthii, es originaria de Colombia y Venezuela.

## Taxonomía
Arbelaezaster ellsworthii fue descrita por (Cuatrec.) Cuatrec.   y publicado en Caldasia 15(71–75): 2. 1986.
Sinonimia
- Senecio ellsworthii Cuatrec. basónimo[3]